# Ernest Amos
Ernest Amos (ur. 12 grudnia 1972) – botswański piłkarz grający na pozycji obrońcy. W swojej karierze rozegrał 50 meczów w reprezentacji Botswany.

## Kariera klubowa
Swoją karierę Amos rozpoczął w klubie TASC FC. W sezonie 2000/2001 zadebiutował w jego barwach w pierwszej lidze botswańskiej. W 2001 roku zdobył z nim Puchar Botswany. Grał w nim do 2008 roku. W sezonie 2008/2009 występował w Botswana Defence Force XI FC, w którym zakończył karierę.

## Kariera reprezentacyjna
W reprezentacji Botswany Amos zadebiutował 16 marca 2002 roku w wygranym 3:1 towarzyskim meczu z Namibią. Od 2002 do 2008 wystąpił w kadrze narodowej 50 razy.